# 초산화 칼륨
초산화 칼륨(Potassium superoxide)은 KO2 화학식을 갖는 무기 화합물이다. 수분이 많은 대기에서 분해되는 황색의 상자성 고체이다. 초과산화물 음이온의 안정적인 염의 드문 예이다. 초산화 칼륨은 CO
2 스크러버, H
2O 제습기, 수중 호흡기의 O
2 발생기로서 사용된다.

## 생성 및 반응
초산화 칼륨은 산소 대기 중에 녹은 칼륨을 태움으로써 생성된다.
K +  O
2  →   KO
2
염은 이온 결합을 통해 K+
와 O−
2 이온으로 구성된다. O−O 거리는 1.28 Å이다.

## 위험
초산화 칼륨은 독성 산화제이며 물, 산, 유기물, 그래파이트 분말을 포함한 다양한 물질과 화합물과 결합될 때 폭발 반응을 낼 수 있다. 건조한 초산화물조차도 케로신과 같은 유기농 기름과 결합할 때 민감한 폭발성 화합물을 만들어낼 수 있다. 1999년, 오크리지 국립연구소에서 나크 금속 유출로부터 칼륨을 정제하다가 석유와 포화되면서 민감한 폭발을 일으켰다.